# Flocculazione
La flocculazione consiste in un processo chimico-fisico di un sistema colloidale in cui la fase solida tende a separarsi formando dei fiocchi in sospensione.
Alla base del processo si verificano fenomeni di adsorbimento, mentre il pH, la temperatura e la forza ionica sono fattori ambientali che non solo influenzano fortemente la flocculazione, ma anche la formazione di aggregati, ovvero fiocchi in sospensione attraverso la precipitazione di elementi disidratati.
Il processo inverso della flocculazione è detto deflocculazione o peptizzazione.

## Applicazioni e implicazioni

### Nel trattamento delle acque

Vasche di chiariflocculazione svuotate per le operazioni di manutenzione. Sono visibili gli agitatori.

La flocculazione viene sfruttata in trattamenti di purificazione delle acque, sia grezze che reflue, e in particolar modo quando si intende eliminare particelle colloidali difficilmente sedimentabili o filtrabili. L'acqua da trattare viene fatta passare nella vasca di flocculazione dopo essere passata dalla vasca di coagulazione e prima di essere inviata alla vasca di sedimentazione.
Un classico impianto che sfrutta un processo di flocculazione è un chiaroflocculatore, apparecchiatura che abbina la flocculazione alla chiarificazione ottenuta tramite sedimentazione. Un chiaroflocculatore è essenzialmente una vasca costituita da organi meccanici di miscelazione: l'acqua da trattare viene immessa lateralmente dal basso e viene convogliata, insieme con i reagenti introdotti dalla parte superiore, nella zona di miscelazione. L'acqua trattata esce lateralmente dall'alto, mentre nella parte inferiore dell'apparecchiatura si ha lo spurgo dei fanghi.

### Nell'industria mineraria
Nell'ambito dell'industria mineraria la flocculazione viene utilizzata come processo di separazione di minerali dalla roccia estratta e frantumata.

### Nella diagnostica clinica
Il processo di flocculazione viene inoltre utilizzato nell'ambito di test diagnostici svolti su liquidi biologici (tra il siero del sangue e il liquido cefalorachidiano), in cui la formazione di flocculi in seguito all'introduzione di particolari sostanze è indicativa di alcune malattie dell'uomo e degli animali.
Alcuni esempi di test diagnostici che sfruttano il processo di flocculazione sono:
- reazione citochol di Sachs e Witebsky per la diagnosi della sifilide;
- reazione di Meinicke per la diagnosi della sifilide;
- reazione di Kahn per la diagnosi della sifilide;
- reazione di conglomerazione di Müller per la diagnosi della sifilide;
- ferro-flocculazione e melano-flocculazione di Henry per la diagnosi della malaria;
- reazione di Maclagan e prova di flocculazione del siero con sublimato secondo Takata per la diagnosi di alcune malattie a carico del fegato.

### In sedimentologia
La flocculazione riveste un'importanza fondamentale nell'ambito della sedimentologia, intervenendo nei processi di sedimentazione dei minerali argillosi in corrispondenza di laghi e fiumi. La flocculazione è responsabile della formazione di minerali argilloso autigeni ed avviene principalmente in corrispondenza di variazioni delle condizioni di equilibri geochimici, come nel caso della flocculazione che avviene alle foci dei fiume dove questi confluiscono nelle acque marine salate.

### Nell'industria alimentare
La presenza di flocculi all'interno del vino è un effetto indesiderato che altera la qualità del vino e si elimina attraverso delle operazioni di travaso.
La flocculazione interviene anche nella produzione della birra, dove si ha la formazione di flocculi a partire dal lievito, con conseguente torbidità che viene eliminata con apposite tecnologie di separazione o regolando opportunamente la temperatura alla quale avviene la produzione della birra.